# Battlefield 2042
Battlefield 2042 è un videogioco sparatutto in prima persona sviluppato da DICE per le piattaforme PlayStation 5, PlayStation 4, Xbox Series X/S, Xbox One e PC. È stato annunciato ufficialmente il 9 giugno 2021 e pubblicato il 19 novembre dello stesso anno.
È il diciassettesimo capitolo della serie Battlefield (dopo Battlefield V) ed è il primo a essere pubblicato per la nona generazione di console.

## Trama
Battlefield 2042 è ambientato in un futuro distopico caratterizzato da eventi climatici estremi, come innalzamenti delle acque, incendi e uragani. Le uniche nazioni rimaste sono la Russia e gli Stati Uniti d'America e le due superpotenze si trovano in una guerra fredda, in quanto si contendono le poche risorse rimaste sul pianeta. Entrambe impiegano a questo fine i cosiddetti "Dispatriati" o "Dis-pat", vale a dire i circa 1,2 miliardi di uomini e donne rimasti apolidi a causa del totale collasso dei governi globali, in qualità di mercenari. Nonostante i tentativi di evitare una guerra aperta, la sindrome di Kessler distrugge la maggior parte dei satelliti in orbita, causando un blackout totale delle comunicazioni. L'evento porta Russia e Stati Uniti ad accusarsi vicendevolmente e a prepararsi per la guerra totale proprio nell'anno 2042, da cui il titolo del gioco.

## Modalità di gioco
In Battlefield 2042 si vestono i panni di soldati Dis-Pat (non appartenenti ad alcuna fazione o coalizione pur se allineati ad esse) per combattere battaglie su vasta scala coinvolgenti fino a 128 giocatori (64 per console old-gen). Le battaglie richiedono il controllo di settori sulla mappa, che, se controllati in numero maggiore del nemico, si comincia a fare perdere punti al nemico. Quando i punti di una squadra si azzerano, essa perde la partita. Ogni giocatore può giocare come soldato, selezionando le sue armi, o con un veicolo con armi.

## Sviluppo
Il gioco è stato sviluppato dalla divisione svedese della DICE col supporto di Ripple Effect Studios, EA Gothenburg, e Criterion Games. Si tratta del più grande team di sviluppo di sempre per un gioco Battlefield. A differenza dei capitoli precedenti della serie, il gioco non prevede una tradizionale campagna per giocatore singolo. Ciò avrebbe permesso a DICE di concentrarsi di più sulla componente multigiocatore.
Poiché ogni partita può ospitare fino a 128 giocatori, invece dei 64 dei precedenti Battlefield, le mappe sono state notevolmente ampliate. Tuttavia, invece di creare semplicemente mappe più grandi, le mappe sarebbero state progettate in modo da indirizzare i giocatori verso una particolare direzione in cui concentrare i combattimenti. Daniel Berlin, il direttore del design, ha descritto le nuove mappe come "diverse mappe più piccole cucite insieme".
Una breve dimostrazione work-in-progress del gioco è stata mostrata all'evento EA Play Live del 2020, per poi essere annunciato ufficialmente il 9 giugno 2021.  Una open beta è stata resa disponibile a coloro che avevano prenotato il gioco e ai possessori di EA Play dal 6 al 9 ottobre 2021. Entrambi hanno inoltre avuto la possibilità di giocare in anteprima a partire dal 12 novembre 2021.
Il 19 novembre 2021 Battlefield 2042 è stato pubblicato nella sua versione definitiva per Windows, PlayStation 4, PlayStation 5, Xbox One, Xbox Series X e Series S. EA prevede di supportare ampiamente il gioco con contenuti scaricabili dopo il lancio. I contenuti di gioco aggiuntivi saranno gratuiti per tutti i giocatori, mentre coloro che hanno acquistato il Battle Pass riceveranno oggetti cosmetici aggiuntivi.

## Accoglienza
Battlefield 2042 ha ricevuto recensioni contrastanti da parte della critica, ottenendo un Metascore di 71, 64, 68 rispettivamente per quanto riguarda le versioni PC, Xbox Series X/S e PS5.
Per quanto riguarda gli utenti, Battlefield 2042 ha ottenuto uno Userscore su Metacritic pari a 2.3/10, 2.4/10 e 3.0/10 rispettivamente per quanto riguarda le versioni PC, Xbox Series X/S e PS5. Ha inoltre ricevuto, nella prima settimana dall'uscita, una valutazione Perlopiù negativa tra i possessori certificati su Steam, ottenendo il 31% di recensioni positive. Numerosi utenti hanno criticato l'assenza di una campagna giocatore singolo e delle scoreboards. Alcuni hanno invece criticato la sostituzione delle tradizionali classi con gli specialisti, mentre altri ancora hanno affermato che i numerosi bug, glitch, problemi di lag e di ottimizzazione in genere detraggono notevolmente dall'esperienza di gioco.